# هایلیگنموشل
هایلیگنموشل (به آلمانی: Heiligenmoschel) یک شهر در آلمان است که در Landkreis Kaiserslautern واقع شده‌است. هایلیگنموشل ۶۹۵ نفر جمعیت دارد.